# La Légende de Rei
La Légende de Rei (蒼黒の餓狼 -北斗の拳 レイ外伝-, Sôkoku no garô - Hokuto no ken Rei gaiden, littéralement « Le loup affamé bleu-noir Hokuto no ken, la légende de Rei ») est une série manga complète en six tomes racontant l'histoire parallèle dans l'univers de Hokuto no Ken plus connu en France sous le nom de Ken le Survivant.
Le manga a été dessiné par Yasuyuki Nekoi et créé d'après l'œuvre originale de Tetsuo Hara et Buronson.
La série relate des aventures de Ken le Survivant exclusivement du côté de Rei l'adversaire de Kenshiro puis son allié.
Il est possible de faire la connaissance de nouveaux personnages mais aussi revoir des personnages déjà croisés dans la série d'origine constituée en 27 volumes.
Le style du mangaka est proche de celui de Buichi Terasawa.

## Synopsis
L'histoire se passe sur une terre post-apocalyptique dévastée par un conflit mondial nucléaire, seule la loi du plus fort règne. Rei l'une des 101 étoiles et grand maître de la branche du Nanto (l'une des deux grandes écoles millénaires d'arts martiaux de ce monde), est à la recherche de sa sœur disparue, Aïli. Rei doit retrouver sa sœur en suivant la rumeur qui dit que celle-ci a été enlevée par un homme portant sept cicatrices sur le torse. Rei jure de retrouver sa sœur en désirant punir le coupable. Il est prêt pour cela à risquer sa vie et le peu d'humanité qu'il lui reste... Grâce à ses techniques tranchantes du Nanto Seiken, il est tel un loup solitaire lancé à la poursuite de sa proie.

## Manga

### Fiche technique
- Édition japonaise : Shinchosha
  - Nombre de volumes sortis : 6 (terminé)
  - Date de première publication : octobre 2007
  - Prépublication : Weekly Comic Bunch
- Édition française : Kazé Manga
  - Nombre de volumes sortis : 6 (terminé)
  - Date de première publication : juin 2010
  - Format : 127 mm x 182 mm
  - 196 pages par volume

### Liste des volumes et chapitres
| no | Japonais       | Japonais          | Français        | Français          |
| no | Date de sortie | ISBN              | Date de sortie  | ISBN              |
| --- | -------------- | ----------------- | --------------- | ----------------- |
| 1 | 9 octobre 2007 | 978-4-10-771359-9 | 24 juin 2010    | 978-2-84965-748-5 |
| Liste des chapitres : - Ch.1 : L'étincelante étoile de la justice du nanto, sainte ou maléfique - Ch.2 : Sur le chemin - Ch.3 : Asgarzul - Ch.4 : La forteresse des femmes - Ch.5 : La Madone - Ch.6 : Apaisement - Ch.7 : Dans les griffes de la mort - Ch.8 : Les jours anciens du nanto |                |                   |                 |                   |
| 2 | 9 février 2008 | 978-4-10-771379-7 | 12 août 2010    | 978-2-84965-805-5 |
| 3 | 9 août 2008    | 978-4-10-771414-5 | 28 octobre 2010 | 978-2-84965-918-2 |
| 4 | 9 février 2009 | 978-4-10-771459-6 | 9 décembre 2010 | 978-2-84965-999-1 |
| 5 | 9 mai 2009     | 978-4-10-771481-7 | 10 février 2011 | 978-2-82030-017-1 |
| 6 | 8 août 2009    | 978-4-10-771502-9 | 21 avril 2011   | 978-2-82030-074-4 |